# Можа
Можа — река в России, протекает по Томской области. Устье реки находится в 6 км по правому берегу протоки Оби Малая Шеделга. Длина реки составляет 56 км, площадь водосборного бассейна 781 км². Высота устья — 44,4 м над уровнем моря.

## Притоки
- 14 км: Малая Можа (пр)
- 20 км: Средняя Можа (пр)

## Данные водного реестра
По данным государственного водного реестра России относится к Верхнеобскому бассейновому округу, водохозяйственный участок реки — Обь от впадения реки Васюган до впадения реки Вах, речной подбассейн реки — Васюган. Речной бассейн реки — (Верхняя) Обь до впадения Иртыша.